# هيروشي هيراكاوا
هيروشي هيراكاوا (باليابانية: 平川 弘) (مواليد 10 يناير 1965)، هو لاعب كرة قدم ياباني سابق كان يلعب كمدافع. سبق له أن لعب مع منتخب اليابان.

## وصلات خارجية
- هيروشي هيراكاوا على موقع رابطة كرة القدم اليابانية للمحترفين (اليابانية)
- هيروشي هيراكاوا على موقع قاعدة بيانات كرة القدم.إي يو (الإنجليزية)
- هيروشي هيراكاوا على موقع ناشيونال فوتبول تيمز (الإنجليزية)
- هيروشي هيراكاوا على موقع عالم كرة القدم.نت (الإنجليزية)

- National Football Teams
- Japan National Football Team Database